# مرقد (عمارة)
مرقد (عمارة) ( بالإنجليزية: Tomb، بالفارسية: آرامگاه، بالفرنسية: Tombeau (architecture)،): هو مستودع لبقايا الموتى. بشكل عام، هو أي مساحة دفن أو حجرة دفن مغلقة هيكليًا، بأحجام متفاوتة. يمكن تسمية وضع الجثة في قبر اسمالإدماج، رغم أن هذه الكلمة تعني في الأساس دفن الأشخاص أحياء، وهي طريقة للتخلص من الجثث، كبديل للحرق أو الدفن.